# ناو شهید باقری
| ناو شهید بهمن باقری ایران · | ناو شهید بهمن باقری ایران ·                     |  |
| --------------------------- | ----------------------------------------------- |  |
|                             |                                                 |  |
| اطلاعات کلی                 |                                                 |  |
| برگرفته از نام              | بهمن باقری                                      |  |
| نوع کشتی                    | ناو پهپادبر                                     |  |
| کلاس                        | منحصر بفرد                                      |  |
| کشور سازنده                 | ایران                                           |  |
| ساخت کارخانه                | صنایع سنگین هیوندای/صنایع کشتی سازی شهید محلاتی |  |
| ورود به ناوگان              | ۱۴۰۳                                            |  |
| مشخصات                      |                                                 |  |
| طول کشتی                    | ۲۴۰ متر                                         |  |
| ارتفاع ستون                 | ۷۵ متر                                          |  |
| بارگیری استاندارد           | ۳۵٬۰۰۰ تن                                       |  |
| سرعت                        | ۲۷ گره دریایی                                   |  |
| برد عملیاتی                 | ۱۰ هزار کیلومتر                                 |  |
| جنگ‌افزارها                  |                                                 |  |
| سرنوشت                      |                                                 |  |

شهید بهمن باقری ناو پهپادبر ایرانی است که به سفارش نیروی دریایی سپاه پاسداران انقلاب اسلامی تولید شده است. این ناو در تاریخ ۱۸ بهمن ۱۴۰۳ با حضور رئیس ستاد کل نیروهای مسلح، وزیر دفاع و فرمانده سپاه به ناوگان نیروی دریایی سپاه در آبهای خلیج فارس تحویل داده شد.

## پیشینه
این ناو از تغییر کاربری کشتی کانتینری پرارین از سال ۲۰۲۲ تا ۲۰۲۴ پدید آمده است که یک باند پرش مایل به سبک ناوهای هواپیمابر سبک به آن اضافه شده است. نام این ناو به افتخار بهمن باقری از فرماندهان سپاه که در پاتک عراق در جنگ ایران و عراق جان باخت، نامگذاری شده است.

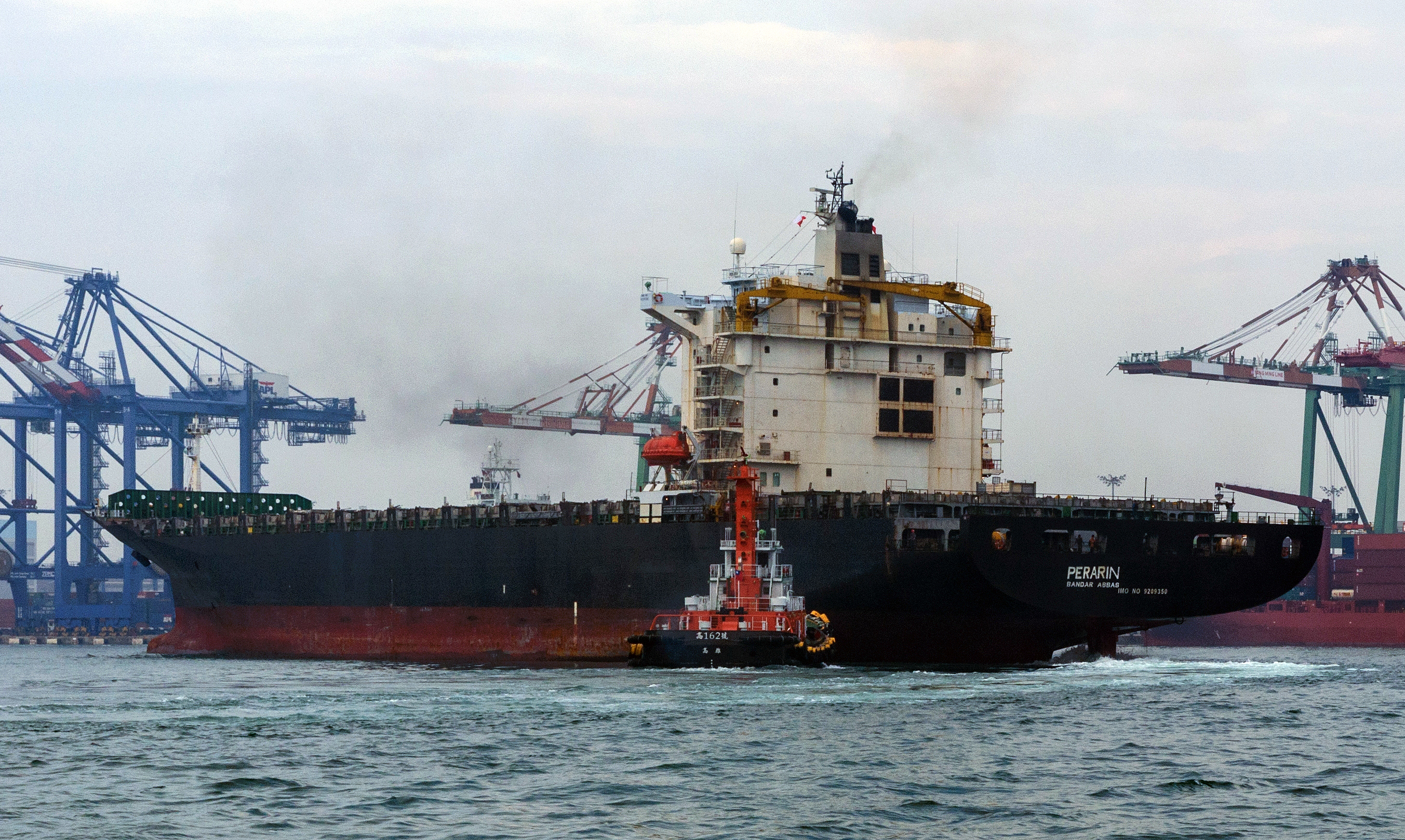
کشتی کانتینری پرارین در سال ۲۰۱۳، قبل از تبدیل آن.

## ویژگی‌ها
ناو شهید باقری طول ۲۴۰ متر، ارتفاع ۲۱ متر و وزن ۳۵ هزار تن دارد. این ناو می‌تواند انواعی از پهپادهای نظامی، بالگردها، قایق‌های تندرو، موشک‌های کروز ضدکشتی را حمل کند. قابلیت حمل انواع بالگردهای سبک و متوسط، مانند: بل ۲۰۶، شاهد ۲۷۸، میل ۱۷ و بل ۴۱۲، به این شناور اجازه می‌دهد تا به عنوان یک ناو بالگردبر عمل کرده و عملیات‌های مختلف دریایی، امداد و نجات، شناسایی و حتی پشتیبانی هوایی را انجام دهد.
این کشتی بدون نیاز به سوختگیری می‌تواند برای یک سال در دریا باشد و ۲۲ هزار مایل دریایی را بپیماید. توانایی شناسایی انواع سیگنال الکترونیکی، توپ و سلاح‌های سطحی برد بلند، موشک‌های سطحی کروز برد بلند، توانایی مقابله با انواع ریز پرنده‌ها و موشک‌های پدافند هوایی است.
در ابتدا این شناور به منظور استفاده تجاری با اهداف غیرنظامی (حمل و نقل بارهای سنگین) ساخته شده بود، اما به تدریج قابلیت‌های نظامی مختلفی به آن افزوده شد. به طوریکه در حال حاضر تبدیل به یک شناور مجهز برای انجام عملیات‌های شناسایی، امداد و نجات، دفاعی، هجومی و پشتیبانی در دریا تبدیل شده است. دارای باند پروازی با طول ۱۸۰ متر است و آشیانه ای که تا ۶۰ فروند پهپاد را در خود جای می‌دهد. به هنگام عملیات به‌طور همزمان ۷ بالگرد روی عرشه با موفقیت حضور دارند.
همچنین تجهیزات جایگاه سوخت، سامانه‌های پدافندی هوایی برد کوتاه و متوسط، برج مراقبت پرواز، امکانات بیمارستانی و امکانات ورزشی-رفاهی برای خدمه از ویژگی‌های آن شمرده شده است.